# Jack Kerouac
Jack Kerouac (Lowell, Massachusetts, 1922. március 12. – St. Petersburg, Florida, 1969. október 21.) amerikai író, költő és művész. Annak az írói és baráti körnek volt a tagja, amely az általa kitalált „beatnemzedék” néven vált leginkább ismertté.
Kerouac már élete során híressé vált, de kevés kritikai elismerést kapott. Ma viszont jelentős és befolyásos szerzőként tartják számon. Spontán, vallomásos prózai stílusa számos írót megihletett, köztük Tom Robbinst, Lester Bangset, Richard Brautigant és Ken Kesey-t, továbbá a New Journalism újságírói műfaj egyes szerzőit. Kerouac hatott a baby boom nemzedék zenészeire, beleértve a The Beatlest, Bob Dylant, Morrisseyt és Jim Morrisont. Legismertebb művei az Úton, a Dharma hobók, a Művésztelep és a Cody látomásai (Visions of Cody).
Kerouac ifjú felnőttként vagy a hatalmas amerikai tájakon barangolt, vagy pedig az édesanyjával élt. A háború után átalakuló Amerikában előbb a helyét kereste, de végül elvetette az 50-es évek értékeit és társadalmi normáit. Írásai gyakran tükrözik azt a vágyát, hogy kiszabaduljon a társadalmi kötöttségekből, és magasabb értelmet találjon.
Útkeresése folyamán Kerouac drogokkal kísérletezett, és behajózta a világot. Írásaira gyakran tekintenek úgy, mint a 60-as évek ellenkultúrájának katalizátorára. Kerouac 47 évesen, a floridai St. Petersburgban hunyt el, alkoholizmus kiváltotta belső vérzés következtében.

## Élete
Jack Kerouac, eredeti nevén Jean-Louis Lebris de Kerouac, a Massachusetts állambeli Lowellben született, kanadai francia szülőktől. Apja, Leo-Alcide Kerouac és anyja, Gabrielle-Ange Lévesque tősgyökeres québeciek voltak, akik – mint nemzedékük sok más tagja – a munkát kereső québeci emigrációhoz tartoztak Új-Angliában.
Kerouac hatéves korában kezdett el angolul tanulni, otthon, a családban franciául beszéltek. Mély hatással volt rá, hogy egész fiatalon elvesztette bátyját, Gérardot, aki kilencévesen halt meg, reumás lázban. Az esetet később leírta a Visions of Gerard című regényében. Kerouac verseinek egy részét francia nyelven írta, és élete végén barátjának, Allen Ginsbergnek írt leveleiben kifejezte vágyát, hogy újra anyanyelvén beszélhessen.
Kerouac – sportos alkatából adódóan – valóságos sztár volt az iskolai amerikaifutball-csapatban, és ennek köszönhetően ösztöndíjakat nyert a Boston College-re és a Columbia Egyetemre. Az ösztöndíja követelményeként egy évig a Horace Mann Iskolába járt, de ezután a Columbia Egyetemre iratkozott be. Elsőévesként futballozás közben eltörte a lábát, és folyamatosan veszekedett az edzőjével, aki ezért a kispadra ültette. Egyetemi évei alatt néhány sport témájú cikket írt a Columbia Daily Spectator nevű diáklapba.

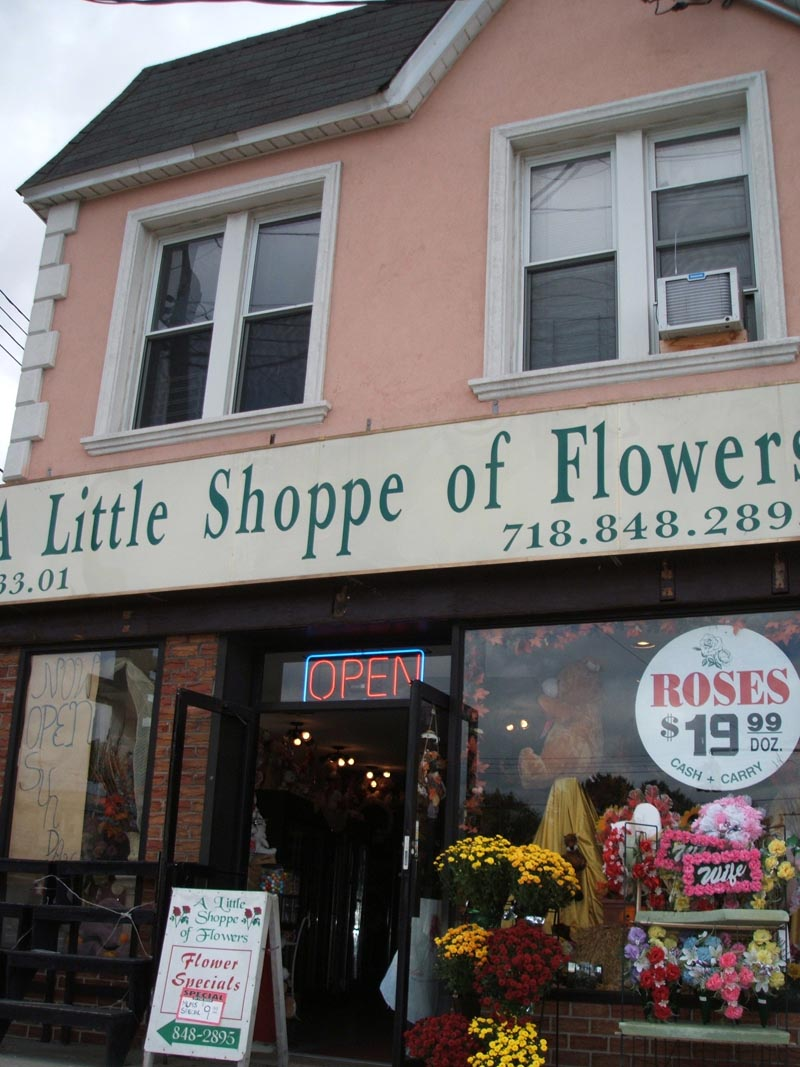
Jack Kerouac a képen látható virágüzlet fölött lakott Ozone Parkban

Mivel a futballösztöndíját nem sikerült meghosszabbítania, Kerouac otthagyta a Columbia Egyetemet, bár egy ideig továbbra is New York Upper West Side környékén élt barátnőjével, Edie Parkerrel. Ekkor ismerkedett meg azokkal az emberekkel, akikkel később beutazta a világot, és akiket regényeinek szereplőivé tett. Ők voltak az úgynevezett beatnemzedék: Allen Ginsberg, Neal Cassady, John Clellon Holmes, Herbert Huncke és William S. Burroughs. Kerouac 1942-ben beállt az Egyesült Államok Kereskedelmi Tengerészetének kötelékébe, 1943-ban pedig az Egyesült Államok Haditengerészetébe, de a második világháború idején pszichiátriai indokkal („közömbös természet”-e miatt) leszerelték.
1944-ben Kerouacet letartóztatták David Kammerer meggyilkolásában való bűnrészesség gyanújával. Kammerer zaklatta Kerouac barátját, Lucien Carrt, egy St. Louis-i tinédzsert. (Kerouac egyébként Carren keresztül ismerte meg Burroughst – aki maga is St. Louis-i volt – és Allen Ginsberget.) Mikor Kammerer megszállottsága Carr iránt erőszakossá vált, Carr megkéselte, majd Kerouachez fordult, aki segített neki eltüntetni a bizonyítékokat. Burroughs tanácsára feladták magukat a rendőrségen. Kerouac – mivel óvadékát 2.500 dollárban állapították meg – megígérte Edie Parkernek, hogy feleségül veszi, ha a lány kifizeti ezt az összeget. Házasságukat egy év után érvénytelenítették, Kerouac és Burroughs pedig rövid ideig közösen dolgoztak a Kammerer-gyilkosságról szóló regényen, And the Hippos Were Boiled in Their Tanks (És megfőttek a vízilovak) címmel. A könyvet nem adhatták ki amíg Lucien Carr életben volt. Végül 2008-ban került kiadásra, vagyis több mint 60 évvel a megírása után.
Tengeri utazásai között Kerouac New York Bronx negyedében lakott, a Fordham Egyetemre járó barátainál. Miután a szülei New Yorkba költöztek, velük élt Queens Ozone Park környékén. Ekkor írta meg első regényét, a The Town and the Cityt. Barátai ez idő tájt tréfából „Ozone Park-i varázsló”-nak szólították.
A The Town and the Cityt 1950-ben adta ki John Kerouac néven, de a könyv a tiszteletreméltó kritikák ellenére sem volt sikeres. A műre erőteljesen hatottak Kerouac Thomas Wolfe-olvasmányai, hiszen a nemzedékregények formuláját használja, illetve a kisvárosi élet és a többdimenziós nagyváros szembenállását elemzi. A könyvet Robert Giroux jelentősen átszerkesztette, körülbelül 400 oldalt kihúzott belőle.
Az elkövetkező hat évben Kerouac folyamatosan alkotott, de műveihez nem talált kiadót. A korábban írt The Beat Generation és Gone on the Road munkacímű piszkozatai alapján 1951 áprilisában megírta az Úton címen ismertté vált művét (ISBN 9630780941).
A Kerouac-mítosz része, hogy a regény első változatát spontán vallomásos prózaírási technikával készítette el, mindössze három hét alatt, benzedrinnel és kávéval élénkítve magát. Ebben a fázisban született a ma már híressé vált papírtekercs, amire az Úton íródott. Valójában azonban Kerouac egyetemi professzorának és mentorának, Mark Van Dorennek elmondása szerint, a szerző a mű nagy részét évekig a naplóiba írogatta. Technikájára döntő befolyással volt a jazz, különösen a bebop, később a buddhizmus, valamint a híres Joan Anderson levél, amit Neal Cassady írt neki.
A kiadók elutasították a könyvet a kísérletező írói stílusa miatt, és azért, mert együtt érzett a kisebbségekkel és az Egyesült Államokban az 50-es években marginalizált társadalmi csoportokkal. 1957-ben a Viking Press megvásárolta a regény kiadási jogait, de jelentős átdolgozást követelt.
2007 augusztusában, az Úton megjelenésének 50. évfordulóján, a Viking Press kiadja a regény cenzúrázatlan változatát. Azok a szövegrészek is benne lesznek, amiket az 1957-es közönség túl szókimondónak talált volna. Az új változat az eredeti tekercs hű másolata lesz, a kiadó csak a Kerouac által törölt részeket hagyja ki.
A könyv jórészt önéletrajzi ihletésű, Sal Paradise nevű szereplő szempontjából elbeszélve. Bemutatja a szerző Egyesült Államok-beli és mexikói körutazási kalandjait Dean Moriartyval, akit Neal Cassadyről mintázott. Kerouac regényét a II. világháború utáni beatnemzedék meghatározó alkotásaként tartják számon, Kerouacet pedig „a beatnemzedék királya”-ként. E megszólítás mindig is zavarta, egyszer meg is jegyezte, hogy „Nem beatnik vagyok, hanem katolikus”. Kerouac barátsága Allen Ginsberggel, William S. Burroughszal, Gregory Corsóval és másokkal nemzedékalkotó volt. 1958-ban a Pull My Daisy (Szedj föl!) című „beat” film írója és narrátora is volt. Kerouac 1954-ben kezdett behatóan foglalkozni a buddhizmussal, miután a San Jose-i Könyvtárban felfedezte Dwight Goddard A Buddhist Bible-ját.
Ezt, valamint Gary Snyderrel és más San Francisco környéki költőkkel átélt kalandjait a Kaliforniában játszódó, 1958-ban megjelent Dharma hobók című könyvében örökítette meg részletesen. A regényt – mely sokak szerint az Úton folytatása – a floridai Orlandoban írta 1957 végén, 1958 elején.
Kerouac ismerte Alan Watts tudóst, aki Arthur Wayne álnéven szerepel a Művésztelep című regényben, és Alex Aumsként Az elhagyatottság angyalaiban. Továbbá találkozott és vitatkozott a híres japán zen buddhista szakértővel, D.T. Suzukival is.

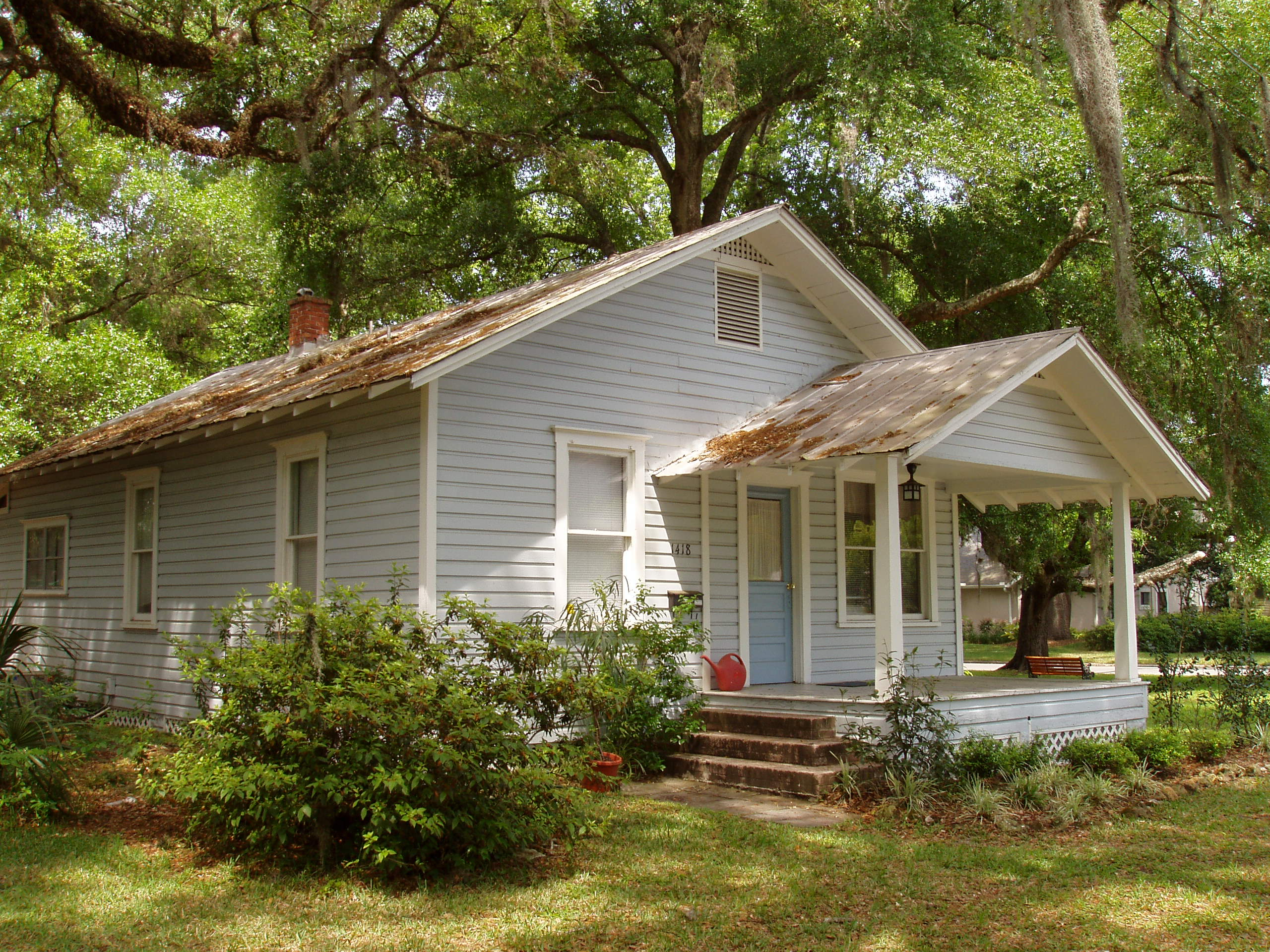
Jack Kerouac háza, a floridai Orlando College Park körzetében.

1957 júliusában Kerouac a floridai Orlando College Park körzetébe költözött, egy Clouser sugárúti kis házba. Itt érte az Úton megjelenésének a híre. Néhány héttel később a New York Times-ban megjelent kritika egy új nemzedék hangjának hirdette ki Kerouacet. Nagy amerikai íróként, és vonakodva bár, de a beatnemzedék hangjaként is üdvözölték. A hírnév – ami végül a vesztét is okozta – hullámként csapott össze a feje fölött.
John Antonelli 1985-ös dokumentumfilmjének, a Kerouac, the Movie-nak az elején és végén egy Kerouacről készült felvétel látható, amint 1957-ben az Útonból és a Visions of Codyból olvas fel a The Tonight Show with Steve Allen című tévéműsorban. Kerouac intelligensnek, de félénknek tűnik. „Izgulsz?” kérdezi Steve Allen. „Á!”, válaszolja Kerouac izzadva és feszengve.
1955-ben Kerouac Wake Up címmel Sziddhártha Gautamáról írt életrajzot, ami életében kiadatlan maradt, de a fejezetei végül 1993-tól 1995-ig megjelentek a Tricycle: The Buddhist Review című lapban. Nem sokkal halála előtt Kerouac interjút adott Joseph Lelyveldnek a New York Times-ba, ahol kijelentette: „Nem beatnik vagyok, hanem katolikus.” Rámutatva egy VI. Pál pápát ábrázoló festményre Kerouac megjegyezte: „Tudod, ki festette? Én.”
1969. október 21-én hunyt el a floridai St. Petersburg-ban, egy nappal azután, hogy súlyos hasi fájdalmakkal mentők szállították be St. Petersburg-i otthonából a Szent Antal Kórházba. 47 évesen halt meg belső vérzésben (nyelőcsövi varixvérzés), egész életén át tartó súlyos alkoholbetegsége okozta májzsugor szövődményeként. Halála előtt harmadik feleségével, Stellával és édesanyjával, Gabrielle Kerouackel élt együtt. Kerouacet szülővárosában, Lowellben temették el. 2007. június 2-án a lowelli Massachusetts Egyetem posztumusz Doctor of Letters címet adományozott neki.

## Pályafutása
Kerouac még tízéves kora előtt elhatározta, hogy író lesz (apja linószedő volt, azt a nyomdát működtette, amelyik a The Lowell Spotlight című lapot adta ki). Folyamatosan írt, mindenhova jegyzetfüzetet vitt magával. Barátainak és családtagjainak írt levelei általában hosszúak és csapongóak voltak, részletekbe menően taglalták mindennapjait és gondolatait.
Íróvá válása előtt sokféle szakmával próbálkozott. A The Lowell Sun sportriportere volt; alkalmi munkákat vállalt az építőiparban és az élelmiszeriparban; beállt az Egyesült Államok Kereskedelmi Tengerészetének kötelékébe, majd kétszer is az Egyesült Államok Haditengerészetébe. Mindeközben nomád életmódot folytatott, sohasem volt saját otthona. Váltakozva az édesanyjával élt, a barátainál tartózkodott vagy táborozott.

## Stílusa
Kerouacet egyesek a beatnikek királyának vagy a hippik atyjának nevezik, bár ő hevesen ellenezte az efféle címkéket, a hippi mozgalomra pedig némi megvetéssel tekintett. Kerouac módszerére erőteljesen hatott a jazz akkori burjánzása, különösen a Charlie Parker, Dizzy Gillespie, Thelonious Monk és mások által fémjelzett bebop műfaj. Gary Snyder hatására később a buddhista tanulmányain alapuló ismereteit is alkalmazta, így vált írói technikája tudatfolyamhoz hasonlóvá. Spontán prózának nevezte ezt a stílust.
Kerouac mottóját, miszerint „az első gondolat a legjobb”, számos könyve példázza, köztük az Úton, a Visions of Cody, a Visions of Gerard, a Művésztelep és a Senkiháziak. Ennek az írói módszernek a központi jellemzői a légzéssel kapcsolatos elgondolások voltak (ezeket a jazzből és a buddhista meditációs légzésből vette át), továbbá az improvizatív szóalkotás az elme és a nyelv inherens szerkezetének mellőzésével, valamint az, hogy soha egyetlen szót sem írt át (sok munkájának szerkesztője Donald Merriam Allen, a beatnemzedék költészetének kimagasló alakja volt, aki egyben Ginsberg egyes munkáit is szerkesztette). A légzésre vonatkozó elgondolásaival összhangban a pontot a hosszú, összekapcsoló gondolatjellel helyettesítette. A gondolatjelek közötti kifejezések így rögtönzött jazzszólamokra emlékeztetnek, felolvasva pedig a szavaknak egyfajta előre nem tervezett ritmusuk lesz.
Kerouac nagyra becsülte Gary Snydert, akinek számos gondolata hatással volt rá. Egyszer hegymászó túrára ment Snyderrel, és erről a Dharma hobókban be is számolt. Egyik nyáron Snyder javaslatára tűzőrként dolgozott az Észak-Cascade Hegységben (Washington állam), ami nehézségekkel teli, de végeredményben hasznos élmény volt számára. Kerouac Az elhagyatottság angyalai című regényében írta le erre vonatkozó tapasztalatait.
Barátainak és idegeneknek egyaránt képes volt órákon át beszélni a módszeréről, általában részegen, amit Ginsberg eleinte rosszul tűrt. Igaz, Kerouac nagyon is tudatában volt annak, hogy műveit épp olyan fontos eladni a kiadóknak, mint megírni. Ginsberg később e stílus egyik legnagyobb szószólójává vált, sőt, Kerouac szabad szárnyalású prózájának írói módszere nyilvánvalóan hatással volt az Üvöltés című remekművének kompozíciójára. Nagyjából akkor, amikor Kerouac a Senkiháziakat írta, Ginsberg és mások megkérték, hogy pontosan fejtse ki, hogyan is műveli a spontán prózaírást. Azok közül az írásai közül, amik kimondottan a spontán próza technikáról szólnak, talán a legtömörebb A modern próza eszméje és módszere című, harminc fő szempontból álló lista.
1. Jegyzetfüzetekbe firkált titkok és vad gépelt oldalak, a saját élvezetedre
2. Alázatos minden iránt, nyitott, hallgatózó
3. Lehetőleg sohase igyad le magad az otthonodon kívül
4. Légy szerelmes a saját életedbe
5. Amit érzel, megtalálja önmaga formáját
6. Legyél az elme szent őrültje
7. Fújj olyan mélyet, amilyen mélyet csak akarsz
8. Elméd végéből írj, végtelenül, amiről csak akarsz
9. Az egyén kimondhatatlan víziói
10. Nincs idő a költészetre, csupán arra, ami éppen van
11. A mellkasban remegő látnoki rángások
12. Önkívületi fixációval álmodni az előtted lévő tárgyról
13. Vetkőzd le irodalmi, nyelvtani és mondatalkotási gátlásaidat
14. Mint Proust, legyél az idő öreg füvezője
15. Belső monológgal elbeszélni a világ igaz történetét
16. Szem a szemben: az érdeklődés ékkő-magja
17. Az önmagadra való emlékezés és rácsodálkozás szerint írj
18. Szemed velős belsejéből kifelé dolgozz, nyelvtengerben úszva
19. Egyszer s mindenkorra nyugodj bele a veszteségbe
20. Higgy az élet szent körvonalában
21. Küzdj, hogy lejegyezd az áramlást, ami sértetlenül létezik az elmében
22. Amikor megállsz, azért tedd, hogy jobban lásd a képet, ne azért, hogy a szavakon töprengj
23. Kövess nyomon minden napot, amit a pillanat magasztalt a reggeleden
24. Élményeid, nyelved és tudásod méltóságában nincs félelem vagy szégyen
25. Írj a világnak, hogy olvassa és lássa, milyen pontos képet festettél róla
26. A könyvfilm szavakból álló film, a vizuális amerikai forma
27. Dicsérd a Sivár embertelen Magányban lévő Szereplőt
28. Vad, fegyelmezetlen, tiszta, alulról betörő alkotás, minél őrültebb, annál jobb
29. Minden körülmények között zseni vagy
30. Evilági filmek Író-Rendezője, melyeket a Mennyország Támogat és Pénzel

Egyesek szerint Kerouac írói technikája nem mindig eredményez lendületes vagy energikus prózát. Híressé vált Truman Capote megjegyzése Kerouac munkáiról: „Ez nem írás, ez gépírás.” Az efféle kritikák ellenére nem hagyható figyelmen kívül, hogy Kerouac időnként mást mondott az írásról, mint ahogyan írt. Carolyn Cassady és mások szerint, akik személyesen ismerték, folyamatosan átírta műveit. Egyesek azt állítják, hogy a stílusa semmi esetre sem volt spontán. Az igazsághoz hozzátartozik, hogy az 50-es években Kerouac folyamatosan próbálkozott munkái kiadatásával, általában eredménytelenül. Gyakran javítgatta és átdolgozta kéziratait, hogy felkeltse a kiadók érdeklődését, ahogyan az egyértelműen kiderül összegyűjtött leveleiből (amik önmagukban is csodás példái a stílusának). A Senkiháziak és a Visions of Cody talán a legjobb példái Kerouac szabad áramlású, spontán prózaírási módszerének.

## Érdekességek

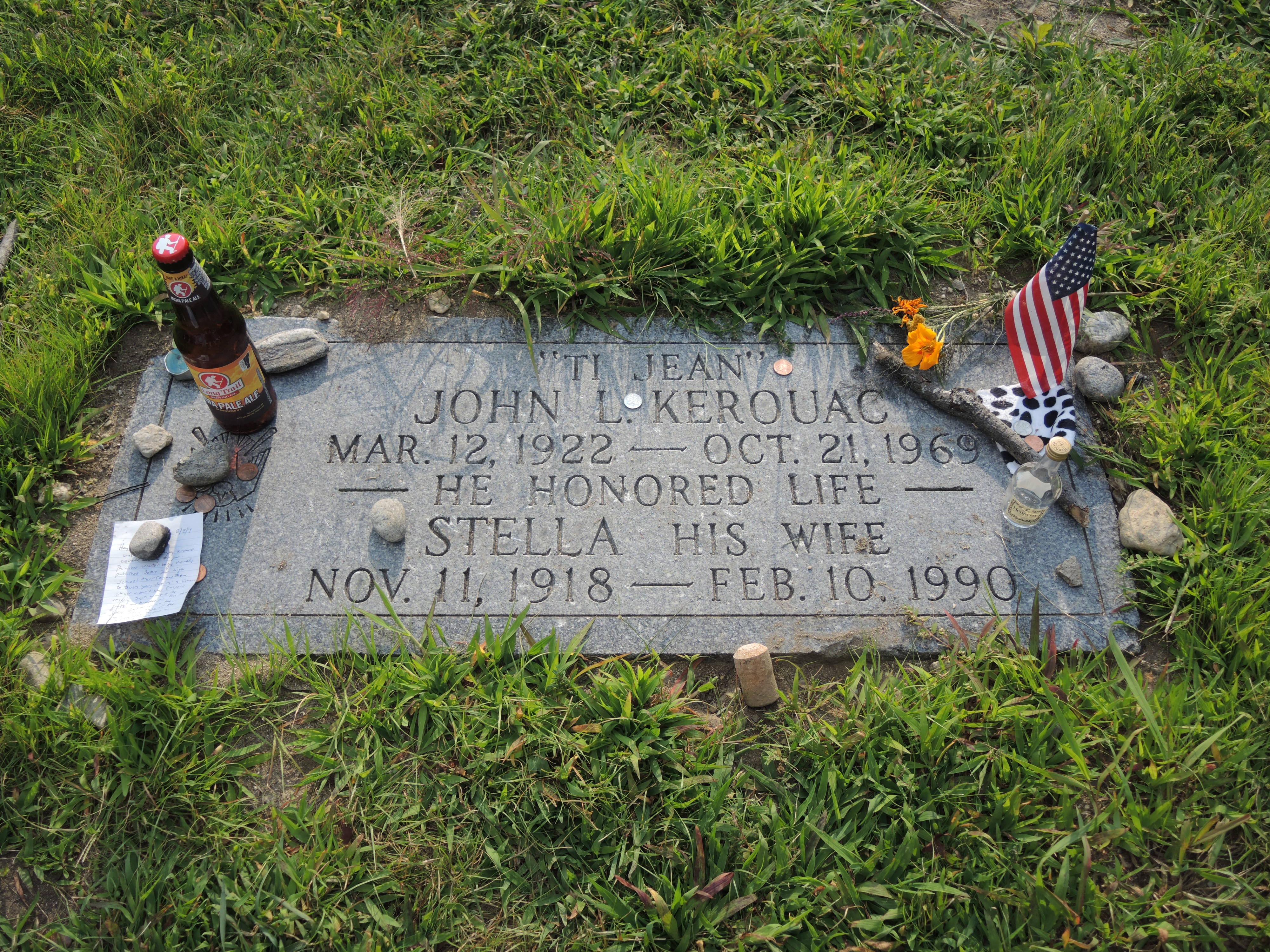
Jack Kerouac sírköve (Lowell, Massachusetts)

- Kerouac az írásaiban sokszor említi legjobb barátait, George Apostolost és Sebastian Sampast, akik a II. világháborúban vesztették életüket.
- George Apostolos a kiemelkedő üzletember, Ted Leonsis nagybácsija volt, Sammy Sampas pedig az unokatestvére. Mindketten Kerouac fiúkori barátai.
- 1969-ben, halálakor, Kerouac vagyona valamivel több mint 91 dollár volt, de 2004-re becslések szerint 20 millió dollárra nőtt.
- Kerouac csak 1956-ban, 34 évesen tanult meg vezetni, és sohasem volt vezetői engedélye.
- Bob Dylan 1978-as filmjének, a Renaldo and Clarának egyik jelenetében Dylan és Allen Ginsberg költő Kerouac sírjánál láthatók.
- Azt a kis utcát, ami San Francisco North Beach negyedében, a Columbus sugáruton elválasztja a City Lights Könyvkereskedést a Vesuvio Saloontól, a városvezetés hivatalosan Jack Kerouac köznek nevezte el. Az utcácska arról híres, hogy a beatnemzedék szellemóriásainak gyülekezési pontja volt. Kerouac gyakran betért italozni a Vesuvióba.
- Kerouac apai ágról rokonságban állt Marie Victorin atyával (született Conrad Kirouac), a botanikussal, míg édesanyja másodfokú unokatestvére volt Québec miniszterelnökének, René Lévesque-nek.
- Kerouac gyerekként saját fantasy baseball ligát alkotott, és még felnőttként is sokáig játszotta.
- Kerouac Gene Pasternakként jelenik meg John Clellon Holmes Go című regényében.

## Hatása
Kerouacet egyesek „a beatnikek királyá”-nak és „a hippik atyjá”-nak tartják számon.
Kerouac őszinte prózaírói módszere, és a terjedelmes haiku stílusú költészete számtalan modern neo-beat írót és művészt megihletett, beleértve George Condót (festő), Roger Cratont (költő és filozófus) és John McNaughtont (filmkészítő).
Wagner Hertzog de Oliveira, a brazil költő azt mondta, hogy „Kerouac a II. világháború utáni amerikai irodalom legszebb, legérzékenyebb és legértelmesebb hangja”.
A Naropa Egyetem Jack Kerouac Testetlen Poétikaiskolája az ő tiszteletére kapta a nevét. 2007-ben Kerouacnek posztumusz odaítélték a lowelli Massachusetts Egyetem egyik tiszteletbeli doktori címét.

## Művei

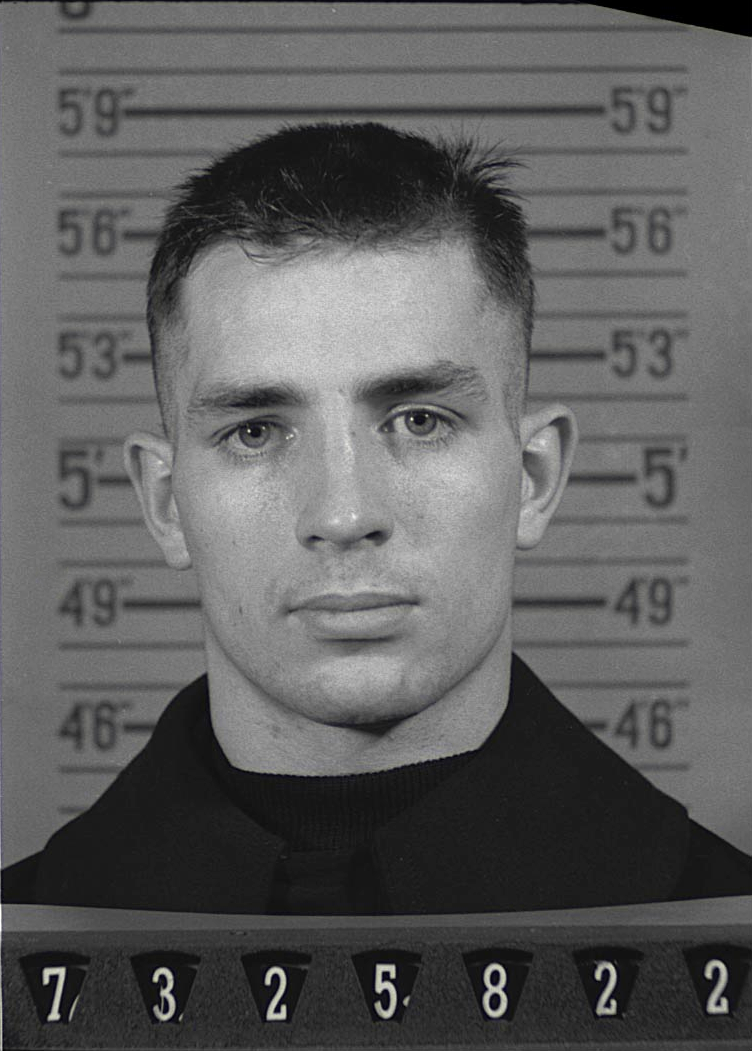
Kerouac tartalékos haditengerész sorozáson, 1943

### Próza
- Atop an Underwood: Early Stories and Other Writings (1936–1943) (ISBN 0-670-88822-2)
- Orpheus Emerged (1944–1945) (ISBN 0-7434-7514-3)
- And the Hippos Were Boiled in Their Tanks (1945) (William S. Burroughszal) (ISBN 978-963-479-192-8)
- The Town and the City (1946–1949) (ISBN 0-15-690790-9)
- Úton – On the Road (1948–1956) (ISBN 9630780941)
- Visions of Cody (1951–1952) (ISBN 0-14-017907-0)
- Pic (1951 & 1969) (ISBN 0-7043-1122-4, elfogyott; currently available in ISBN 0-8021-3061-5)
- Book of Sketches (1952–1957) (ISBN 0-14-200215-1)
- Book of Dreams (1952–1960) (ISBN 0-87286-027-2)
- Doktor Sax – Doctor Sax (1952) (ISBN 9634970737)
- Maggie Cassidy (1953) (ISBN 0-14-017906-2)
- Senkiháziak – The Subterraneans (1953) (ISBN 9639303984)
- Good Blonde & Others (1955) (ISBN 0-912516-22-4)
- Tristessa (1955–1956) (ISBN 0-14-016811-7)
- Visions of Gerard (1956) (ISBN 0-14-014452-8)
- Old Angel Midnight (1956) (ISBN 0-912516-97-6)
- Az elhagyatottság angyalai – Desolation Angels (1956 & 1961) (ISBN 9637448071)
- Dharma hobók – The Dharma Bums (1957) (ISBN 9634970877)
- Magányos utazó – Lonesome Traveler (1960) (ISBN 9639278378)
- Művésztelep – Big Sur (1961) (ISBN 963927836X)
- Satori in Paris (1965) (ISBN 0-394-17437-2, elfogyott; currently available in ISBN 0-8021-3061-5)
- Vanity of Duluoz (1968) (ISBN 0-14-023639-2)

### Versek, levelek, hangfelvételek és más írások
- Mexico City Blues (1955)
- Scattered Poems (1945–1968)
- Heaven and Other Poems (1957–1962)
- Trip Trap: Haiku on the Road from SF to NY (1959) (Albert Saijóval és Lew Welchcsel)
- Pomes All Sizes (összeállítva 1960-ban)
- San Francisco Blues (1954)
- Book of Blues (1954–1961)
- Book of Haikus
- Dear Carolyn: Letters to Carolyn Cassady (1983) (1000 példány; szerkesztette: Arthur és Kit Knight) ISBN 0-934660-06-9
- The Scripture of the Golden Eternity (1956) (meditációk, koanok, versek) ISBN 0-87286-291-7
- Wake Up (1955)
- Some of the Dharma (1954–1955)
- Beat Generation (1957-ben írt színdarab; 2005-ben fedezték fel és adták ki)[1]
- Jack Kerouac: Selected Letters, 1940–1956
- Jack Kerouac: Selected Letters, 1957–1969
- Windblown World: The Journals of Jack Kerouac (1947–1954)
- Safe In Heaven Dead (interjúrészletek)
- Conversations with Jack Kerouac (interjúk)
- Empty Phantoms (interjúk)
- Departed Angels: The Lost Paintings
- Readings by Jack Kerouac on the Beat Generation (1959) (LP)
- Poetry For The Beat Generation (1959) (LP)
- Blues And Haikus (1960) (LP)
- The Jack Kerouac Collection (1990) [Box] (3 LP Audio CD gyűjteménye)
- The Jack Kerouac Romnibus (1995) (multimediás CD-ROM projekt könyvvel összekapcsolva) (Ralph Lombreglia és Kate Bernhardt)
- Reads on the Road (1999) (Audio CD)
- Doctor Sax & Great World Snake (2003) (Színdarab adaptáció audio CD-vel)
- Door Wide Open (2000) (szerző: Joyce Johnson. Jack Kerouac leveleit is tartalmazza)

## Film
- What Happened to Kerouac? (dokumentumfilm, 1986, rend. Richard Lerner, Lewis MacAdams)[1]

## Magyarul
- Úton; ford. Déry György, bev. Kristó Nagy István; Magvető, Budapest, 1966 (Világkönyvtár)
- Úton; ford. Bartos Tibor; Európa, Budapest, 1983
- Művésztelep; ford. Török Attila; Szukits, Szeged, 1995
- Magányos utazó; ford. Szántai Zsolt; Szukits, Szeged, 2000 (Modern klasszikusok)
- Doktor Sax; ford. Szántai Zsolt; Szukits, Szeged, 2004 (Modern klasszikusok)
- Senkiháziak; ford. Kepes János; Cartaphilus, Budapest, 2005
- Átutazóban; ford. Szántai Zsolt; Cartaphilus, Budapest, 2006
- Az elhagyatottság angyalai; ford. Kepes János, Szántai Zsolt; Cartaphilus, Budapest, 2006
- Dharma hobók; ford. Szántai Zsolt, Jónás Zsolt; Szukits, Szeged, 2006
- Cody látomásai; ford. Szántai Zsolt; Cartaphilus, Budapest, 2007
- Tristessa / A szőke bombázó; ford. Szántai Zsolt; Cartaphilus, Budapest, 2008
- Gerard látomásai; ford. Szántai Zsolt; Cartaphilus, Budapest, 2009
- Úton. Az eredeti tekercs; ford., előszó, jegyz. M. Nagy Miklós; Európa, Budapest, 2011
- Úton; ford. M. Nagy Miklós; Európa, Budapest, 2012
- Hazajáró lélek és egyéb írások; ford. Baló András Márton; Helikon, Budapest, 2014
- Jack Kerouac–William S. Burroughs: És megfőttek a vízilovak; ford. M. Nagy Miklós; Helikon, Budapest, 2018
- A Dharma csavargói; ford. M. Nagy Miklós; Helikon, Budapest, 2019

## Fordítás
- Ez a szócikk részben vagy egészben  a   Jack Kerouac című angol Wikipédia-szócikk ezen változatának fordításán alapul.  Az eredeti cikk szerkesztőit annak laptörténete sorolja fel. Ez a jelzés csupán a megfogalmazás eredetét és a szerzői jogokat jelzi, nem szolgál a cikkben szereplő információk forrásmegjelöléseként.